# 54 Draconis
54 Draconis är en orange jätte som ligger i stjärnbilden Draken.
54 Dra har visuell magnitud +5,00 och är väl synlig för blotta ögat vid god seeing. Den befinner sig på ett avstånd av ungefär 165 ljusår.